# 革命攻势

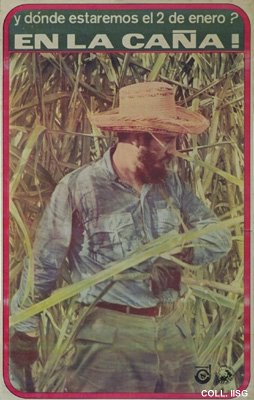
菲德尔·卡斯特罗砍甘蔗的海报，宣传大规模收割甘蔗。

革命攻势（西班牙語：Ofensiva revolucionaria）是古巴在1968年发起的一场政治运动。该运动将当时剩余的约58000家私营小企业全部国有化，推动古巴工业化，并集中经济资源于制糖业，争取在1970年实现年产1000万吨糖的目标。尽管动员了国际志愿者和各行业的工人，1970年古巴的实际糖产量仅达到850万吨。这次失败促使古巴政府重新评估经济政策，放弃一些平等主义措施并接受更多苏联影响。